# Leo Friedmann
Leo Friedmann (geboren 10. September 1905 in Ostpreußen; gestorben 24. November 1992 in New Haven (Connecticut)) war ein deutschamerikanischer Journalist.

## Leben
Leo Friedmann wuchs in einer orthodox-jüdischen Familie in Königsberg auf, wandte sich aber in späteren Jahren dem Atheismus zu. Nach der Handelsschule  absolvierte er eine Lehre als Rechtsanwaltsgehilfe. Er schloss sich der Spartakusjugend und der KPD an. Er wurde Jugendfunktionär des Proletarischen Freidenkerverbandes. 1920 wurde Max Sievers, Vorsitzender des Deutschen Freidenker-Verbandes, sein Mentor. Er machte Bekanntschaft mit Hans Litten und Max Fürst und durch sie mit den Kameraden, deutsch-jüdischer Wanderbund. Er hielt sich mehrmals in der Sowjetunion auf. 1924 trat er aus der KPD aus, schloss sich der USPD um Theodor Liebknecht an und wurde dann Mitglied der SPD und der Jungsozialisten auf dem äußersten linken Flügel der Partei.
Ab 1926 war er für die sozialdemokratische Presse journalistisch tätig. Er schrieb politische Artikel für Verbandsorgane und Zeitschriften wie Der Freidenker, Der Atheist, Deutsche Republik, Urania und Marxistische Tribüne sowie Feuilletons und Filmbesprechungen unter anderem für den Börsen-Kurier, Die Volksbühne. Zeitschrift für soziale Theaterpolitik und Kunstpflege und den Illustrierten Film-Kurier. Er schloss 1931 eine enge Freundschaft mit Arkadij Gurland.
Nach der Machtübergabe an die Nationalsozialisten war Friedmann im März 1933 in Frankfurt am Main vorübergehend inhaftiert, er tauchte dann unter und floh noch 1933 nach Straßburg. Er hielt sich in Paris auf und ab 1934 in Prag, wo er mutmaßlich für die Deutschland-Berichte der Sopade schrieb. Anfang 1937 ging er nach Brüssel und schrieb unter dem Pseudonym L. F. Manfred für Sievers’ Freies Deutschland. 1940 wurde er gemeinsam mit Heinz Langerhans in Südfrankreich als Enemy Alien interniert. Beiden gelang 1942 die Flucht nach New York.
Nach 1944 zog er sich von politisch-publizistischen Projekten weitgehend zurück und arbeitete als Siebdrucker und nach einem Arbeitsunfall als Wirtschaftsprüfer. Er schrieb noch für die Schublade die Untersuchung Wirtschaftskrise ohne Eigenschaften? Das ›Wunder‹ der USA-Wirtschaft nach dem New Deal (1954). 1968 kam er über seinen Sohn Martin Friedmann in Kontakt mit radikalen Studenten der Brandeis University und schrieb für deren Studentenzeitung. Sein spätes theoretisches Hauptwerk über Postindustrialismus und Totalitarismus gilt als verschollen.
Im Jahr 1977 wohnte Friedmann in East Quogue, Southampton. Er starb 1992 in einem Altersheim in New Haven.

## Schriften (Auswahl)
- Lenins Kampf gegen die philosophischen Kompromißler, in: Der Atheist. Organ der Internationalen Freidenker-Union. Hrsg. von Theodor Hartwig.  1932, Heft 7, S. 116–120
- L. F. Manfred: Die Ökonomie des Dritten Reiches. Anhang zu Max Sievers: Unser Kampf gegen das Dritte Reich – von der nazistischen Diktatur zur sozialistischen Demokratie. Stockholm: Holmström, 1939, S. 141–227